# Aplectus antarcticus
Aplectus antarcticus är en rundmaskart som beskrevs av Nathan Augustus Cobb 1914. Aplectus antarcticus ingår i släktet Aplectus och familjen Leptolaimidae. Inga underarter finns listade i Catalogue of Life.